# Kawasaki Z400 (2019)
Cet article concerne la motocyclette présentée en 2018. Pour la motocyclette fabriquée entre 1974 et 1984, voir Kawasaki Z400.
La Kawasaki Z400 est une moto de type roadster de la famille Z du constructeur japonais Kawasaki, qui remplace la Z300. 
Elle a été présentée pour la première fois au salon EICMA 2018 à Milan (Italie). Elle est dotée d'un moteur bicylindre en ligne à refroidissement liquide de 399 cm3 développant 45 ch, dérivé de celui de son pendant sportif, la Ninja 400.